# Meyer aus Berlin
Meyer aus Berlin ist ein deutscher Stummfilm in drei Akten von Ernst Lubitsch aus dem Jahr 1918; er führte Regie und spielte die Hauptrolle, den titelgebenden Sally Meyer aus Berlin-Schöneberg.

## Inhalt
Sally Meyer lässt sich von seinem Hausarzt krankschreiben und sich gleichzeitig einen langen Erholungsurlaub verordnen. Nicht zuletzt will er einen Urlaub vom anstrengenden Eheleben einlegen und fährt nach Berchtesgaden, wo er im Hotel die schöne Kitty kennenlernt. Die ist zwar verlobt, nutzt jedoch den Flirt mit Sally, um sich so alle anderen Männer des Hotels vom Hals zu halten, die mit ihr ausgehen wollen. Beide besteigen den Watzmann, wobei sich Sally als schlechter Bergsteiger entpuppt. Beide verbringen die Nacht in einer Berghütte.
Paula Meyer, Sallys Ehefrau, ist misstrauisch geworden und begibt sich selbst nach Berchtesgaden, wo sie auf der Zugfahrt Harry kennenlernt. Dieser ist wiederum der Verlobte von Kitty. Beide erfahren, dass Sally und Kitty Bergsteigen gegangen sind und nehmen die Verfolgung auf. Vor der einbrechenden Nacht flüchten sich beide in eine Schutzhütte, wo bereits Sally und Kitty vermummt schlafen – Paula und Harry erkennen das Pärchen nicht.
Der nächste Morgen bringt Chaos und Erklärungsnot. Am Ende kehrt Sally mit seiner Ehefrau nach Berlin zurück und auch Kitty und Harry haben wieder zueinander gefunden.

## Produktion
Die Dreharbeiten zu Meyer aus Berlin fanden im Sommer 1918 in den Ufa-Union-Ateliers Berlin-Tempelhof und am Watzmann und Umgebung statt. Der Film feierte am 17. Januar 1919 im U.T. Nollendorfplatz in Berlin Premiere.
Meyer aus Berlin galt noch in den 1990er-Jahren als vermisst bzw. als nur fragmentarisch erhalten, wurde jedoch im niederländischen Filmarchiv unter dem Titel Sally geht auf Reisen wiederentdeckt. Die TV-Erstausstrahlung war am 5. Mai 1995 auf dem Sender Arte.
Robert L. Carringer und Barry Sabath schrieben 1978 vor Wiederentdeckung des Films, dass im Film Ossi Oswalda als Jugendliche und Erich Schönfelder als ihr Vater sowie Ernst Lubitsch als Lehrling auftreten. Nach Wiederentdeckung des Films konnte dies jedoch korrigiert werden.

## Kritik
Die zeitgenössische Kritik lobte Meyer aus Berlin:

„Der Film heißt vom Anfang bis zum Ende Lubitsch. Nicht allein weil er den komischen Helden spielt und sich die vergnügte Handlung schließlich nur um seine Person dreht, sondern weil niemand, wie er, den Sinn und die Möglichkeiten des Filmlustspiels erfaßt hat. […] der nimmer müde, unaufhörlich eingesprenkelte Witz, an keiner Stelle versäumt, ermöglicht es ihm, jede Szene von geringerer Entwickelung in der Handlung zu würzen. Freilich mögen dadurch viel Titel entstehen; aber sie sind so kurz, plakathaft, schlagend, daß sie – immer gut eingespielt – nur blitzartig aufzucken und nur ihren Witz, nicht aber den Eindruck des Zwischentitels hinterlassen. So auch hier: und so galt sicherlich der Haupterfolg des Films Lubitschschem Witz und Lubitschscher Regietechnik. Freilich, auch die Handlung war nett ersonnen und zweifelsohne recht originell aufgebaut.“